# Zoraena sayi
Zoraena sayi – gatunek ważki z rodziny szklarnikowatych (Cordulegastridae). Występuje endemicznie na południowym wschodzie Stanów Zjednoczonych – na terenie stanów Floryda, Georgia i Alabama.